# 皮尔萨赫
皮尔萨赫是德国巴伐利亚州的一个市镇。总面积47.65平方公里，总人口2720人，其中男性1413人，女性1307人（2011年12月31日），人口密度57人/平方公里。